# Huzhou
Huzhou is een stad en prefectuur in de oostelijke provincie Zhejiang, Volksrepubliek China. Huzhou is gelegen ten zuiden van het Lake Tai, grenst in het oosten aan Jiaxing, in het zuiden Hangzhou, en de provincies Anhui en Jiangsu in het westen. Bij de volkstelling van 2020 had de prefectuur 3.367.579 inwoners. De stad zelf had 1.083.953 inwoners.
Door Huzhou loopt de Nationale weg G318. Huzhou is bekend van de zijdeproductie. De belangrijkste plaats binnen de prefectuur is daarvan Nanxun.